# Milenko Smiljanić
Milenko Smiljanić (* 1942 in Barlovo, Jugoslawien, heute zur Gemeinde Kuršumlija, Serbien; † 14. August 2012 in Subotica, Serbien) war ein serbischer Gewerkschaftsfunktionär.
Er studierte Soziologie an der Universität Belgrad. Später war er unter anderem Gymnasiallehrer in Bačka Palanka und Dozent der in Subotica gelegenen Wirtschaftswissenschaftlichen Fakultät der Universität Novi Sad. In Subotica war er ab 1989 Gewerkschaftssekretär und gehörte in den 1990er Jahren dem Gemeinderat an. Von 2000 bis 2007 war er Vorsitzender des Gewerkschaftsdachverbandes Savez samostalnih sindikata Srbije (Bund der unabhängigen Gewerkschaften Serbiens). Sein Nachfolger wurde Ljubisav Orbović.